# (1856) Růžena
(1856) Růžena, désignation internationale (1856) Ruzena, est un astéroïde de la ceinture principale.

## Description
(1856) Ruzena est un astéroïde de la ceinture principale. Il fut découvert le 8 octobre 1969 à Naoutchnyï par Lioudmila Tchernykh. Il présente une orbite caractérisée par un demi-grand axe de 2,24 UA, une excentricité de 0,08 et une inclinaison de 4,7° par rapport à l'écliptique.

## Compléments